# Kanton Frangy
Kanton Frangy (fr. Canton de Frangy) je francouzský kanton v departementu Horní Savojsko v regionu Rhône-Alpes. Skládá se z 12 obcí.

## Obce kantonu
- Chaumont
- Chavannaz
- Chessenaz
- Chilly
- Clarafond-Arcine
- Contamine-Sarzin
- Éloise
- Frangy
- Marlioz
- Minzier
- Musièges
- Vanzy